# Günter Hoge
Günter Hoge (Berlin, 1940. október 7. – Berlin, 2017. november 6.) keletnémet válogatott német labdarúgó, csatár.

## Pályafutása

### Klubcsapatban
Az SV Lichtenberg 47 korosztályos csapatában kezdte a labdarúgást. 1958 és 1962 között az ASK Vorwärts Berlin labdarúgója volt, ahol három keletnémet bajnoki címet ért el az együttessel. 1962 és 1964 között a BSG Motor Köpenick, 1964 és 1970 között a TSC Berlin majd az 1. FC Union Berlin csapatában szerepelt. 1970 és 1973 között a BSG Motor Hennigsdorf játékosa volt.

### A válogatottban
1961 és 1968 között hat alkalommal szerepel a keletnémet válogatottban.

## Sikerei, díjai
ASK Vorwärts Berlin
- Keletnémet bajnokság (Oberliga)
  - bajnok (3): 1958, 1960, 1961–62
  - 2.: 1959

 1. FC Union Berlin
- Keletnémet kupa
  - győztes: 1968